# Ananteris turumbanensis
Espèce
Ananteris turumbanensis est une espèce de scorpions de la famille des Ananteridae.

## Distribution
Cette espèce est endémique de l'État de Bolívar au Venezuela. Elle se rencontre vers Roscio.

## Systématique et taxinomie
Cette espèce a été décrite par González-Sponga en 1980.

## Étymologie
Son nom d'espèce, composé de turumban et du suffixe latin -ensis, « qui vit dans, qui habite », lui a été donné en référence au lieu de sa découverte, San Martín de Turumbán.

## Publication originale
- González-Sponga, 1980 : « Ananteris turumbanensis n. sp. (Scorpionida: Buthidae) nueva especie de la Guayana de Venezuela. » Memoria de la Sociedad de Ciencias Naturales La Salle, vol. 40, no 113, p. 95-107.